# Composizioni di Andrea Lucchesi
Lista delle composizioni di Andrea Lucchesi, ordinate per genere.

## Musica strumentale

### Sonate per organo
- Allegretto  in re minore, in HR-Zha, LXXV.Q;
- Rondeau in do maggiore (1764 ca.), in I-Nc, Mus.Str.70;
- Sonata in si bemolle maggiore (1764 ca.), in I-Nc, Mus.Str.70;
- Sonata in do maggiore (1764 ca.), in I-Nc, Mus.Str.70;
- Sonata  in do maggiore (1764 ca.), in I-Nc, Mus.Str.70;
- Sonata in re maggiore, in I-Nc (1764 ca.), Mus.Str.70 (attr. a Bernardo Maggi), I-Vc, Fondo Correr, Busta 99.3 (per la figlia di coro Annunziata);
- Sonata in re maggiore (1764 ca.), in I-Nc, Mus.Str.70;
- Sonata in fa maggiore (1764 ca.), in HR-CRb, 1/2, I-Nc, Mus.Str.70;
- Sonata in fa maggiore (1764 ca.), in I-Nc, Mus.Str.70;
- Sonata in fa maggiore (1764 ca.), in I-Nc, Mus.Str.70;
- Sonata in sol maggiore (1764 ca.), in I-Nc, Mus.Str.70;
- Sonata in sol minore (1764 ca.), in I-Nc, Mus.Str.70.

### Sonate per clavicembalo o fortepiano
- Sonata in do maggiore (Lipsia, 1784 ca.), attr. incerta;
- Sonata in fa maggiore, in D-MÜu, Nk Ms.mus. 7.

### Sonate per violino e clavicembalo
- 6 sonate, Op. 1 (Bonn, 1772).

### Quartetti
- 4 quartetti con pianoforte.

### Concerti
- Concerto per clavicembalo o fortepiano in fa maggiore (Bonn, 1773), in US-LOu, Profana 112.

### Sinfonie
- Sinfonia in do maggiore (1774 ca.), in CZ-Pnm, XXXIV B 129, D-Rtt, Lucchesi 3;
- Sinfonia in re maggiore (1774 ca., Bonn, 1773 come Op. 2), in CZ-Pnm, XLII A 56, D-Rtt,  Lucchesi 1;
- Sinfonia in re maggiore, in I-Vc, Fondo Correr, Buste 47.8, 59.3, 84.4, 88.2, 91.3, 101.5;
- Sinfonia in mi maggiore (1774 ca.), in CZ-Pnm, XXXIV B 128, D-Rtt, Lucchesi 4;
- Sinfonia in mi bemolle maggiore (1774 ca.), in CZ-Pnm, XXXIV B 127, D-Dl, D-Rtt;
- Sinfonia in mi bemolle maggiore, frammento, in I-Gl;
- Sinfonia in sol maggiore (1774 ca., Bonn, 1773 come Op. 2), in CZ-Pnm, XLI C 10 3 e XLII C 108, D-Rtt, Lucchesi 5;
- Sinfonia in la maggiore, frammento, in I-Gl;
- Sinfonia in si bemolle maggiore (1774 ca., Bonn, 1773 come Op. 2), in CZ-Pnm, XXXIV B 130, D-Dl, D-Rtt, Lucchesi 2;
- Sinfonia in si bemolle maggiore, frammento, in I-Gl.

### Ouverture
- Ouverture in re maggiore da Il natal di Giove, in I-BGc, Mayr 357.40;
- Ouverture in re maggiore da Il matrimonio per astuzia (1771), in I-MAav, Cart.14 n.27;
- Ouverture in re maggiore da L'isola della fortuna (1765), S-Skma;
- Ouverture dall'Ademira, in I-MIc.

### Balletti
- Il ratto della sposa, rappresentato a Bonn (1772);
- La moda, rappresentato a Bonn (1773-1774);
- Balletto per Antonio Delpini, rappresentato a Bonn (1773-1774);
- Arlequin déserteur devenu magicien, ou Le docteur mari idéal, rappresentato a Bonn (1774), in I-MOe;
- Balletto per Isabella Barbieri.

## Musica vocale profana

### Opere
- L'isola della fortuna, opera giocosa su libretto di G. Bertati, rappresentata a Vienna (1765), Venezia (1765) e Lisbona (1767), in P-La;
- Le donne sempre donne, opera giocosa su libretto di P. Chiari, rappresentata a Venezia (1767), Brescia (1772) e Bonn (1772), in I-MOe, P-La; Aria di Riccardo (Atto I, scena 9): Fate conto che sia qui, in I-Pca, D.II.1466;
- Il giocatore amoroso, intermezzo su libretto di A. Salvi, rappresentata a Venezia (1769), Bonn (1772) e Varsavia (1785);
- Il matrimonio per astuzia, opera giocosa su libretto di G. Bertati, rappresentata a Venezia (1771) e Bonn (1772), in I-MOe, P-La;
- L'inganno scoperto ossia Il conte Caramella, opera giocosa su libretto di C. Goldoni, rappresentata a Bonn (1773), in I-MOe;
- L'improvisata ossia La galanteria disturbata, azione comica teatrale su libretto di G. Dolfin e A. Luchesi, rappresentata a Bonn (1773-1774), in D-KNu;
- Ademira, opera seria su libretto di F. Moretti, rappresentata a Venezia (1784) e Firenze (1784), in P-La; Aria di Alarico (atto II, scena 7): Sento da un giusto sdegno, in I-Mc, MS.247-1 e bis;
- L'amore e la miseria guadagnano al giuoco, operetta giocosa su libretto di D. Friggeri, rappresentata a Passau (1794).

### Arie staccate per opere di altri compositori
- Due arie per Le serve rivali, opera buffa di Tommaso Traetta, rappresentata a Bonn (1772), in I-MOe;
- Aria e coro finale per La sposa fedele, opera buffa di Pietro Alessandro Guglielmi, rappresentata a Bonn (1772), in I-MOe.

### Cantate e serenate
- Cheta è l'onda, per Carlo Eugenio del Württemberg su testo di  C. Gozzi, Venezia (1767);
- Il marito geloso, su testo di G. Dolfin, rappresentata a Treviso (1766) e a Venezia (1766);
- Il natal di Giove, su testo di P. Metastasio, Bonn (1772), in I-MOe;
- Il ritorno (1780);
- Die Liebe fur das Vaterland, prologo, Francoforte sul Meno (1783);
- Cantata per la nomina a vescovo di Massimiliano Francesco d’Asburgo, Bonn (1785), in I-MOe.

## Musica vocale sacra

### Messe e parti di messa
- Messa in do maggiore (Venezia, 1764 ca.), in HR-Sm, VIII/137;
- Messa per San Rocco (Venezia, prima del 1772);
- Messa in do maggiore (1775), in I-MOe;
- Messa in do maggiore (1775), in I-MOe;
- Messa in re maggiore (1775), in I-MOe;
- Messa in fa maggiore (1775), in I-MOe;
- Messa e vespro per le monache di San Lorenzo (Venezia, 1764);
- Messa e vespro per la Concezione di Maria Vergine (Verona, 1770);
- Messa e vespro per le monache di San Lorenzo (Venezia, prima del 1772);
- Messa da Requiem per il cardinale Andrea Galli (Venezia, 1767);
- Messa da Requiem per il duca Guzman de Montealegre (Venezia, 1771);
- Credo in do maggiore (Venezia, 1764 ca.), in HR-Sm,  VIII/138;
- Kyrie in re minore (Venezia, 1767 ca.), in D-Dl, Mus.3478-D-1;
- Messa da Requiem, in I-MOe;
- Sanctus, in I-MOe.

### Inni, cantici, mottetti, antifone, ecc.
- Almo cum timidas, in I-MOe;
- Christus natus est, in I-MOe;
- Coelestis urbs Jerusalem, in I-MOe;
- Et vos beata, in I-MOe;
- Haec quam fecit, in I-MOe;
- Hinc nempe gaudia, in I-MOe;
- Hic sunt quos fatue, in I-MOe;
- In manus tuas, Domine, in I-MOe;
- Invitatorium pro defunctis, in I-MOe;
- Invitatorium pro defunctis, in I-MOe;
- Litania de omnibus Sanctis;
- Magnificat, in I-MOe;
- Magnificat, in I-MOe;
- Nil canitur soavius, in I-MOe;
- Quae victus es clementia, in I-MOe;
- Qui pius prudens, in I-MOe;
- Salve Regina in mi bemolle maggiore (Venezia, Ospedale degli Incurabili, 1765-1767 ca.);
- Soli ibant magi, in I-MOe;
- Sub tuum praesidium, in I-MOe;
- Sub tuum praesidium, in I-MOe;
- Stabat Mater, in I-MOe;
- Te Deum laudamus (1768), in I-MOe;
- Te Deum laudamus;
- Te lucis ante terminum, in I-MOe;
- Te man laudem carmine, in I-MOe;
- Tu lumen et splendor, in I-MOe;
- Veni Sancte Spiritus;
- Vespri (Venezia, Ospedale degli Incurabili, 1765-1767 ca.);
- Vos saeculorum judices, in I-MOe.

### Responsori
- Beata viscera, in I-MOe;
- In monte Oliveti, in I-MOe;
- Ingrediente, in I-MOe;
- Verbum caro, in I-MOe.

### Salmi
- Miserere (salmo 50), in I-MOe;
- Dixit Dominus (salmo 109), in I-MOe;
- Confitebor (salmo 110), in I-MOe;
- Confitebor (salmo 110), in I-MOe;
- Beatus vir (salmo 111), in I-MOe;
- Laudate pueri (salmo 112), in I-MOe;
- In exitu Israël (salmo 113), in I-MOe;
- Nisi Dominus (salmo 126), in I-MOe;
- Confitebor angelorum (salmo 137), in I-Vasp;
- Lauda Jerusalem (salmo 147), in I-MOe.

### Oratori
- Sacer trialogus, rappresentato a Venezia (1768);
- La passione di Gesù Cristo, su libretto di P. Metastasio, rappresentato a Bonn (1775), in I-MOe.